# Улица Дзержинского (Самара)
У́лица Дзержи́нского находится в Железнодорожном районе города Самары. Начинается от улицы Мориса Тореза, пересекает Аэродромную, Партизанскую, Луганскую, Малоярославскую улицы и оканчивается Клинической улицей. Имеет относительную[чего?] протяжённость 2 км.

## История
Улица Дзержинского названа в честь государственного деятеля Феликса Дзержинского. На карте появилась в 1930-х годах, находилась в Северном посёлке Железнодорожников и имела название Первый проезд. Основная застройка жилыми домами началась с 1962 по 1969 года. Также в 1962 году появилась школа № 167. В 1975 году начала свою работу компания «Самараавтожгут». В 1992 году был построен корпус колледжа сервисных технологий и дизайна.

## Здания и сооружения
На улице Дзержинского много разных производственных и торговых предприятий. Самые важные из них:
- № 6 — РосРегион Развитие; России верные сыны (центр патриотического воспитания)
- № 11 — Самараавтожгут
- № 12 — Городская поликлиника № 13
- № 13а — Чешский дворик (пивной ресторан)
- № 18 — Детский сад № 377 «Эрудит»
- № 20 — Территориальное общественное самоуправление им. Ю.А. Гагарина; Всероссийское общество инвалидов
- № 27 — Спецкомбинат ритуальных услуг
- № 28, 32 — Средняя общеобразовательная школа № 167
- № 29 — ТЦ «Галактика» (бывший «Китайский рынок»)
- № 48 — ТЦ «Мегастрой»

## Достопримечательности
- Памятник В.И. Ленину

## Транспорт
- маршрутное такси: 89, 417

в 1970—1980-х годах по этой улице планировалось проложить троллейбусную линию, но проект не был осуществлён.